# ادواردو کاروالیو
ادواردو دوس ریس کاروالیو (پرتغالی: Eduardo dos Reis Carvalho؛ زادهٔ ۱۹ سپتامبر ۱۹۸۲) بازیکن فوتبال اهل پرتغال است.
وی برای تیم ملی فوتبال پرتغال ۳۶ بازی انجام داده‌است. پست تخصصی این بازیکن نیز دروازه‌بان است.